# Е Тин
Е Тин (кит. трад. 葉挺, упр. 叶挺, пиньинь Yè Tǐng, 10 сентября 1896 — 8 апреля 1946) — китайский военный деятель.

## Биография
Родился в провинции Гуандун в крестьянской семье. Окончил военную школу в г. Баодин. В 1919 вступил в Гоминьдан, в 1921 стал командиром батальона Национально-революционной армии. В 1922 служил офицером в полку личной охраны Сунь Ятсена. В 1924 был назначен командиром роты к Ли Цзишэню. В 1924-1925 годах учился в Москве в Коммунистическом университете трудящихся Востока и в Военной академии РККА. Тогда же вступил в компартию Китая. Своим военным талантом быстро обратил на себя внимание, и в декабре 1925 он уже стал командиром 32-го полка.
Был активным участником Северного похода Национально-революционной армии в 1926—1927 годах, во время которого он командовал сначала Отдельным полком 4-го корпуса Национально-революционной армии. «Железный полк» Е Тина выступил в Северном походе в авангарде основных сил НРА и сыграл решающую роль во многих решающих сражениях похода. После занятия революционными войсками Уханя полк был развёрнут в 24-ю Отдельную дивизию. В его частях, одних из самых боеспособных подразделений Национально-революционной армии, была сильна коммунистическая прослойка. Полк, а позднее — дивизия Е Тина стали первыми вооруженными силами Компартии Китая и составили основу Красной Армии Китая.
В августе 1927 после контрреволюционного переворота, совершённого Чан Кайши, вместе с Чжоу Эньлаем, Чжу Дэ и Хэ Луном руководил Наньчанским восстанием. Во время Гуанчжоуского восстания 1927 года — главнокомандующий вооружёнными силами народного правительства. После поражения восстания уехал за границу. 
После начала антияпонской войны в Китае была объявлена амнистия политическим эмигрантам, и Е Тин получил возможность вернуться на родину и включиться в борьбу с агрессором. В период антияпонской войны с 1937 командовал Новой 4-й армией, действовавшей к северо-западу и западу от озера Тайху. Формирование своей армии Е Тин закончил в мае 1938, а в июне её первые отряды появились в районе к югу от Нанкина. Новая 4-я армия создала в тылу у японцев в Центральном Китае ряд освобождённых районов.
В январе 1941 при передислокации в тыл японской армии, после внезапного нападения войск Гоминьдана под руководством командующего 3-м районом генерала Гу Чжутуна на штабную колонну Новой 4-й армии, раненый в бою Е Тин и многие высшие её командиры были взяты в плен. Е Тин по приказу Чан Кайши был заключён в тюрьму, где находился до 4 марта 1946, когда был освобождён по требованию компартии. 
Погиб в авиационной катастрофе 8 апреля 1946 вместе с бывшим генеральным секретарём КПК Бо Гу и руководителем Центральной партийной школы в Яньани Дэн Фа.

## Семья и личная жизнь
У Е Тина было 9 детей. Одна из его внучек Е Сяоянь (叶小燕), дочь от второй жены Е Чжэнминь (叶正明), была замужем за Ли Сяоюном (李小勇), сыном премьер-министра КНР Ли Пэна.
В одном из своих стихотворений Е Тин писал:
Я с нетерпеньем ожидаю день,

 когда подземное прорвётся пламя,

 взметнётся праха моего живая тень,

 и гордо заалеет знамя.

 Жизнь новая забьёт струёй могучей,

 о нас история расскажет молодым,

 и в пламени огня, в людской крови кипучей

 останусь вечно я живым!